# مهری آهی
مهری آهی (زاده ۱۳۰۱ - درگذشته ۷ اسفند ۱۳۶۶) مترجم ایرانی ادبیات روسی بود.

## زندگی
مهری آهی در تهران به دنیا آمد. پدر او مجید آهی بود. وی تحصیلات ابتدایی و متوسطه را در مدرسه ژاندارک تهران به پایان رسانید و در رشته زبان و ادبیات فارسی از دانشگاه تهران فارغ‌التحصیل شد. در سال ۱۳۲۱ پدرش به سفیر کبیری ایران در اتحاد جماهیر شوروی منصوب گردید و مهری آهی همراه پدر عازم روسیه شد و مدت سه سال در دانشگاه لومونوسوف مسکو به تحصیل زبان و ادبیات روسی پرداخت. پس از مراجعت به ایران در سال ۱۳۲۷ برای ادامه تحصیل در این رشته به انگلستان و فرانسه رفت و مدت هفت سال به تحصیل پرداخت و به اخذ دکتری در رشته زبان و ادبیات روسی نایل آمد. پس از پایان تحصیلات خود به ایران بازگشت و به تدریس زبان و ادبیات روسی در دانشکده ادبیات تهران و ادبیات تطبیقی مشغول شد. مهری آهی علاوه بر تدریس، ریاست مرکز زبان‌های خارجی دانشگاه تهران را نیز به عهده داشت. او همچنین چهار دوره به عنوان نماینده ایران در کمیسیون مقام زن سازمان ملل متحد منصوب گردید. مهری آهی از اعضاء مؤسس جمعیت راه نو، شورای کتاب کودک، انجمن کتاب و شورای عالی جمعیت زنان ایران بود. مهری آهی سرانجام در ۷ اسفند ۱۳۶۶ درگذشت.

## تحصیلات رسمی و حرفه‌ای
مهری آهی تحصیلات ابتدایی و متوسطه را در مدرسه ژاندارک تهران به پایان رسانید و در سال ۱۳۲۰ در رشته زبان و ادبیات فارسی از دانشگاه تهران فارغ‌التحصیل شد. در سال ۱۳۲۱ پدرش به سفیر کبیری ایران در اتحاد جماهیر شوروی منصوب گردید و مهری آهی همراه پدر عازم روسیه شد و مدت سه سال در دانشگاه لومونوسوف مسکو به تحصیل زبان و ادبیات روسی پرداخت. پس از مراجعت به ایران در سال ۱۳۲۷ برای ادامه تحصیل در این رشته به انگلستان و فرانسه رفت و مدت هفت سال به تحصیل پرداخت و به اخذ دکتری در رشته زبان و ادبیات روسی نایل آمد.

## زمان و علت فوت
مهری آهی در ۷ اسفند ۱۳۶۶ درگذشت. بعد از فوت وی بابک احمدی در شماره ۲۵ نشریه آدینه دربارهٔ او نوشت:
" مهری آهی در ۷ اسفند ۶۶ درگذشت، سه روز بعد بمباران موشکی تهران‌آغاز شد و در نگرانی‌ها، هراس‌ها و فاجعه‌های آن ایام کسی از مرگ او باخبر نشد. امروز هم که چند ماه از رفتن او می‌گذرد هم‌چنان بسیاری از حادثه بی‌خبرند. گناه از موشک نیست. در این روزگار چه کسی را پروای مرگ اوست؟ ناسپاسان که ماییم دیگر چه سود از هشدار ضرورت یاد از زندگی، کارها و مرگ زنی اندیشمند و معلمی دانا؟ اما، خانم آهی که رفته‌است و بی‌نیاز ازیاد "..

## مشاغل و سمت‌های مورد تصدی
مهری آهی علاوه بر تدریس، ریاست مرکز زبان‌های خارجی دانشگاه تهران را نیز به عهده داشت. او همچنین چهار دوره به عنوان نماینده ایران در کمیسیون مقام زن سازمان ملل متحد منصوب گردید.

## فعالیتهای آموزشی
مهری آهی پس از پایان تحصیلات خود به ایران بازگشت و به تدریس زبان و ادبیات روسی در دانشکده ادبیات تهران و ادبیات تطبیقی مشغول شد.
مراکزی که فرد از بانیان آن به‌شمار می‌آید: مهری آهی از اعضاء مؤسس جمعیت راه نو، شورای کتاب کودک، انجمن کتاب و شورای عالی جمعیت زنان ایران بود.
سایر فعالیت‌ها و برنامه‌های روزمره: مهری آهی علاوه بر زبان روسی، با زبان‌های فرانسوی، انگلیسی و ادبیات نیز آشنایی داشت. وی در سال ۱۳۳۶ در کنفرانسی که در مسکو از طرف سازمان ملل متحد تشکیل شد، شرکت جست. در سال ۱۳۳۸ از طرف کمیته ارتباطات برای شرکت در سمینار زنان و کودکان به نیویورک دعوت شد و سپس بنا به دعوت سازمان ملل در کنفرانس جمعیت‌های غیردولتی شرکت نمود. او همچنین در دو همایش مربوط به حقوق بشر به مغولستان و مانیل اعزام شد. در سال ۱۳۴۳ جزو هیئت نمایندگی ایران برای شرکت در مجمع عمومی سازمان ملل متحد و نمایندگی ایران در کمیسیون سوم (کمیسیون امور اجتماعی و اقتصادی) انتخاب شد و انجام وظیفه نمود. در همین سال بنا بر دعوت دانشگاه هاروارد در سمینار تابستانی آن شرکت کرد.

## آثار

### ترجمه‌ها
- پدران و پسران نوشته ایوان تورگنیف
- جنایت و مکافات نوشته فئودور داستایوسکی
- قصه‌های آندرسن (مجموعه قصه، ۱۳۲۰)
- قهرمان عصر ما اثر لرمانتف
- قهرمان کوچک (اثر نویسندگان خارجی، ۱۳۴۱)
- هرکس خانه‌ای دارد
- ابله (اثر فئودور داستایوفسکی)

ترجمه رمان ابله پس از درگذشت مهری آهی و بعد از گذشت ۳۰ سال توسط انتشارات خوارزمی منتشر شد. مهری آهی این کتاب را تا بخش‌های انتهایی ترجمه کرده بود اما درگذشت او باعث شد تا ترجمه این کتاب ۱۰۶۴ صفحه‌ای نیمه کاره بماند. ترجمه این کتاب نیمه تمام در سال ۱۳۹۵ توسط ضیاءالدین فروشانی تکمیل شد و بعد از یک ویراستاری کلی و یکدست شدن متن از سوی انتشارات خوارزمی راهی بازار نشر شد.